# José Mendes Cabeçadas
José Mendes Cabeçadas Júnior (Loulé, 19 agosto 1883 – Lisbona, 11 giugno 1965) è stato un ammiraglio e politico portoghese.
È stato Presidente del Consiglio e Presidente della Repubblica dal 30 maggio al 19 giugno 1926.

## Onorificenze
Personalmente è stato insignito dei titoli di: